# ハイエン
ハイエン (ドイツ語: Heyen) は、ドイツ連邦共和国ニーダーザクセン州ホルツミンデン郡に属す町村（以下、本項では便宜上「町」と記述する）で、ザムトゲマインデ・ボーデンヴェルダー＝ポレを構成する市町村の一つである。

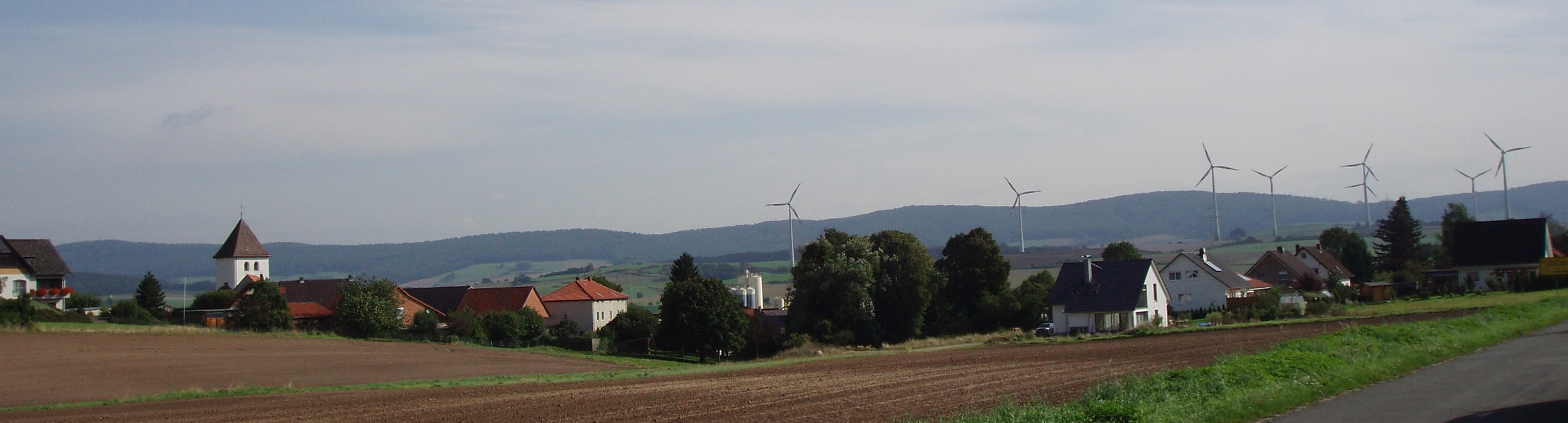
ハイエン

## 地理

### 位置
この町は、ヴェーザーベルクラント地方の中央部、ヴェーザー川の低地とイート山の高台との中間に位置する。

### 隣接する市町村
ハイエンは、北西と北をハーメルン＝ピルモント郡エンマータール、東をハレ、南をボーデンヴェルダー、南西をヘーレンと境を接している。

## 歴史
2004年6月の第1週末にハイエンは建設1000年祭を祝った。ハイエンは1004年に、「Hegen」という名で初めて文献に記録されている。この表記は1197年に「Heygen」と変化し、1316年には現在の表記となっている。
塊村状の集落構造は、古くからアインベック - ハーメルン間を結ぶ軍事道路で2つに分けられていた。1759年頃にこの街道は「激しい往来」があった。この頃、ここに通行税を徴収する関所が設けられた。
ハイエンは古くはブラウンシュヴァイク公領に属し、1569年に宗教改革がなされるまでは近隣のカトリック信者の教会町であった。現在は聖具室となっているロマネスク様式の筒型ヴォールトの上の重量感のある塔はこの教会の最も古い部分である。1960年代の改修作業により、内陣室のロマネスク様式の窓と12/13世紀の墓標が発見された。ヴェーザー砂岩を彫って創られた1625年の洗礼盤もある。
ハイエンの南、ボーデンヴェルダー方向のハイリゲンベルクの尾根に、1985年に修復された古い教会の基礎壁が遺されている。1896年の発掘で、11世紀、13世紀、17世紀の3つの世代の建築があったことが証明されている。この遺跡から約 200 m 南東に「リングヴァル」（環状の塁壁跡）がある。これはホルツミンデン郡で最も古い防衛施設の一つである。

## 経済と社会資本

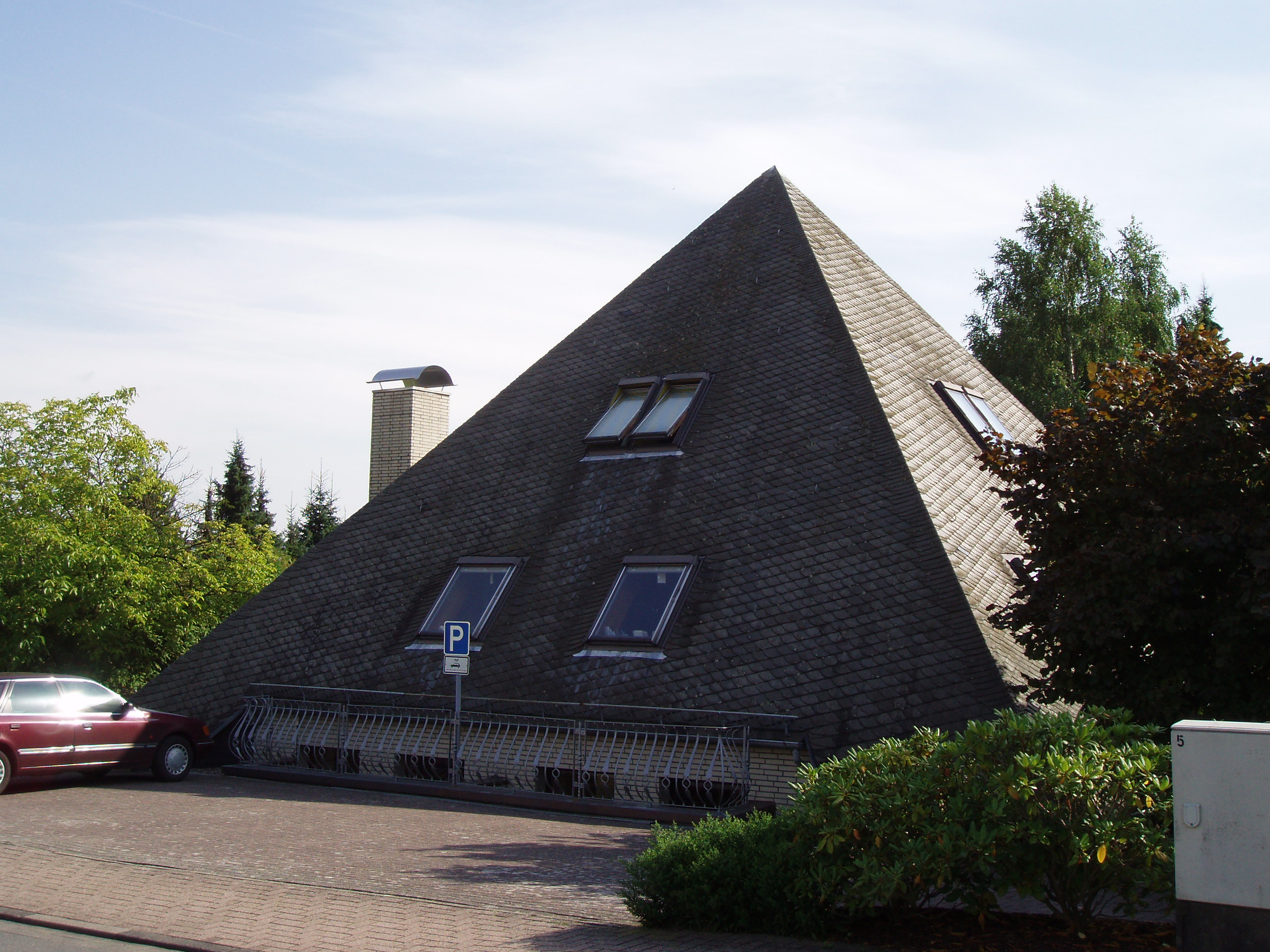
「ピラミッド」と呼ばれる鍼灸マッサージ訓練所

この町は、農業と林業によって成り立っており、アブラナ栽培がなされている。ハイエンにはヴィリー・ペンツェルの鍼灸マッサージ訓練所がある。

## 引用
1. ↑  Landesamt für Statistik Niedersachsen, LSN-Online Regionaldatenbank, Tabelle A100001G: Fortschreibung des Bevölkerungsstandes, Stand 31. Dezember 2023